# Les Yeux du chat
Les Yeux du chat est un album de bande dessinée scénarisé par Alejandro Jodorowsky et dessinée par Mœbius publié pour la première fois en mars 1978.
L'album a eu droit à des formats monochromes et bichromes,, tels que des publications jaune et noir.

## Publication

### Éditeurs
- Les Humanoïdes associés (1978)  (ISBN 2-902123-53-1)